# Ovala fönstret

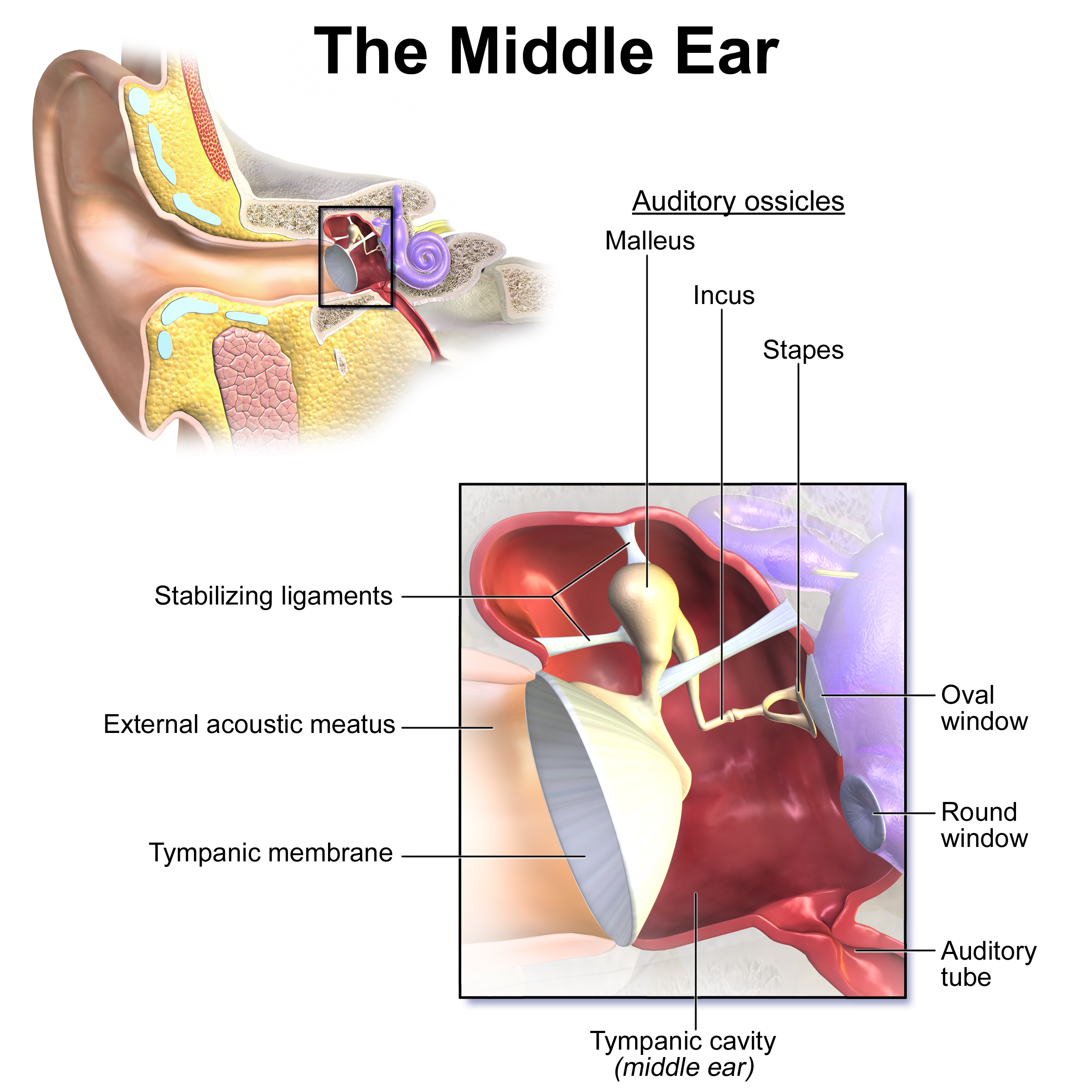
Mellanörat med ovala fönstret till höger.

Ovala fönstret (fenestra ovalis eller fenestra vestibuli) är ett av de två membran mellan mellanörat och innerörat som leder ljud för örats hörselceller. På mellanörats sida är det fäst i stigbygeln och på innerörats sida leder det in i hörselsnäckans ena kanal. Hörselsnäckans andra kanal, som egentligen är en fortsättning på den första, leder ut i runda fönstret, vilket är det andra membranet mellan mellanörat och innerörat.